# Катастрофа Ми-8 под Преображенкой
Катастрофа Ми-8 под Преображенкой — авиационная катастрофа, произошедшая 6 мая 2013 года с вертолётом Ми-8Т в Катангском районе Иркутской области в 6 километрах от села Преображенка. Ми-8Т авиакомпании Ангара вылетел из Киренска в село Преображенка. Вблизи от села вертолет взорвался в воздухе и упал на лед. Из 9 пассажиров никто не выжил. 

## Вертолёт
Ми-8Т с бортовым номером 24410 (заводской — 98625198) был выпущен Улан-Удэнским авиазаводом 8 апреля 1986 года. 21 мая того же года вертолёт поступил в Восточно-Сибирское управление гражданской авиации. После распада СССР и ликвидации Министерства гражданской авиации, борт 24410 эксплуатировался в Нижнеудиновском авиапредприятии (с 28 марта 1994 года), «ИркутскАвиа» (с 22 июля 2007 года) и, наконец, в авиакомпании «Ангара» (с 1 ноября 2011 года).

## Катастрофа
Вертолёт был задействован для противопаводковых мероприятий, в ходе которых выполнялся осмотр местности и подрывы льда. Пилотировал его экипаж, состоящий из командира (КВС) И. А. Маркова, пилота-инструктора А. В. Жижелева и бортмеханика А. В. Кулебякина. Также на борту находились 6 пассажиров:
- Станислав Александрович Омельянчик — ВрИО начальника ГУ МЧС России по Иркутской области;
- Александр Ильич Степанов — заместитель руководителя Байкальского ПСО;
- Юрий Николаевич Кашко — руководитель Северного ПСО АСС Иркутской области;
- Сергей Алексеевич Пежемский — спасатель-взрывник Северного ПСО;
- Игорь Николаевич Чекрыгин — главный специалист ОГКУ «Центр ГОЧС»;
- Сергей Михайлович Арбатский — инструктор десантно-пожарной службы Киренского отделения Иркутской области.

Помимо этого, в вертолёте также находились 1,9 тонны взрывчатки.
В 10:05 по местному времени вертолёт вылетел из аэропорта Киренска и в 14:30 приземлился на вертолётной площадке около буровой Р-111 «Чонская». В 15:01 Ми-8 взлетел с данной площадки и направился в Катангский район в село Преображенка, где вышедшая из берегов река Нижняя Тунгуска подтопила 125 домов. После этого экипаж больше не выходил на связь. В 19:30 разрушенный вертолёт был найден на льду реки в 6 километрах от села Преображенка. Все 9 человек на борту погибли.

## Выводы комиссии, расследовавшей АП
Причиной чрезвычайного происшествия с вертолётом Ми-8Т RA-24410 при выполнении авиационных работ (взрывных работ) по ликвидации ледяных заторов на водных магистралях в условиях введённой чрезвычайной ситуации явилось отсутствие чётких правил, регламентирующих порядок подготовки и выполнения таких работ, а также обеспечения безопасности при перевозке и применении использующихся при проведении работ опасных грузов, что привело к взрыву вертолёта в воздухе.
    Наиболее вероятно, взрыв вертолёта произошёл из-за неосторожного обращения с «боевиком» (готовый к применению заряд, в который вставлен капсюль-детонатор) кого-либо из находившихся в грузопассажирской кабине вертолёта. Помимо бригады взрывников, в грузопассажирской кабине вертолёта находились три служебных пассажира, двое из которых не имели опыта, навыков и допуска к работе со взрывчатыми веществами.